# Douglas Adams
Douglas Noël Adams (n. 11 martie 1952, Cambridge, Anglia, Regatul Unit – d. 11 mai 2001, Santa Barbara, California, SUA) a fost un scriitor și dramaturg englez. 
Este cunoscut mai ales pentru seria sa Ghidul autostopistului galactic, care a început sub forma unei comedii radiofonice la BBC, în 1978, înainte de a deveni o "trilogie" de cinci cărți care s-a vândut în peste 15 milioane de exemplare în timpul vieții lui, un serial de televiziune, spectacol de teatru, BD, joc pe calculator și film în 2005. Contribuția lui Adams în domeniul radiofonic britanic este omagiată în cadrul Radio Academy's Hall of Fame.
A mai scris Dirk Gently. Agenția de investigații holistice (1987) și The Long Dark Tea-Time of the Soul (1988). De asemenea, a scris în colaborare The Meaning of Liff (1983), Last Chance to See (1990) și trei povestiri pentru serialul de televiziune Doctor Who. O colecție postumă a scrierilor sale, incluzând un roman neterminat, a fost publicată în 2002 sub titlul The Salmon of Doubt.
Cunoscut printre fani ca "Bop Ad", din cauza semnăturii sale neinteligibile, Adams a fost cunoscut ca un avocat al animalelor și al mediului, iubitor de mașini rapide, al aparatelor de filmat și al lui Apple Mac. A fost un ateu notoriu, care se trezea dimineața filozofând: „Mă găsesc într-o lume interesantă - mă găsesc într-o gaură interesantă - care mi se potrivește perfect, nu? De fapt, mi se potrivește atât de bine, încât neapărat a fost făcută ca să fiu în ea!” Biologul Richard Dawkins i-a dedicat cartea, Dumnezeu: o amăgire, scriind la moartea lui că „știința a pierdut un prieten, literatura a pierdut un far călăuzitor, iar gorila de munte și rinocerul negru au pierdut un apărător galant”.

## Copilăria
Adams s-a născut în Cambridge, Anglia, ca fiu al lui Janet (născută Donovan) și Christopher Douglas Adams. Trei ani mai târziu, înaintea divorțului părinților din 1957, s-a născut și sora lui, Susan. Douglas, Susan și Janet s-au mutat la părinții celei din urmă, într-un adăpost pentru animale din Brentwood, Essex, lucru care a accentuat febra fânului și astmul de care suferea Douglas.
În iulie 1960, tatăl lui Adams s-a căsătorit cu Mary Judith Stewart (născută Judith Robertson), mariaj din care a rezultat o soră, Heather. Căsătoria mamei lui din 1964 cu un veterinar, Ron Thrift, a mai adus doi frați, Jane și James Thrift.

### Educația
Adams a urmat școala primară Primrose Hill din Brentwood. La șase ani, a trecut un examen de admitere la Brentwood School, printre ai cărei absolvenți se numără jurnalistul politic Robin Day, politicianul laburist Jack Straw, prezentatorul de televiziune Noel Edmonds și scriitorul David Irving. Comicul Griff Rhys Jones a fost cu un an mai mic și a fost în aceeași clasă cu artistul Charles Thomson. A urmat ciclul primar între 1959 și 1964, apoi ciclul gimnazial până în decembrie 1970. Fostul său director, Frank Halford, spunea despre el: "Sute de băieți au trecut prin școală, dar Douglas Adams se remarca la propriu în mulțime. Era incredibil de înalt și, cu pantalonii lui scurți, părea că nu prea știe de capul lui. Totuși, talentul său de a scrie povestiri de primă clasă l-a făcut să strălucească." La 12 ani, Adams avea 1,83 m înălțime, oprindu-se la 1,96 m: "Fostul director nu spunea 'Ne vedem sub turnul cu ceas', sau 'Ne vedem sub memorialul războiului'", glumea el, "ci 'Ne vedem sub Adams'." A fost singurul elev care a primit zece puncte din zece pentru creativitate literară, lucru pe care l-a ținut minte tot restul vieții, mai ales atunci când s-a lovit de blocajul scriitoricesc.
Unele dintre primele sale scrieri au fost publicate la școală, cum ar fi un raport despre clubul său foto în The Brentwoodian (1962), sau recenzii în revista școlii, Broadsheet, editată de Paul Neil Milne Johnstone, devenit ulterior personaj în Ghidul autostopistului galactic. A realizat și coperta unui număr din Broadsheet și i s-a publicat o scrisoare și o povestire în revista BD pentru băieți cu circulație națională The Eagle (1965). Pe baza unui eseu despre poezia religioasă în care vorbea despre The Beatles și William Blake, a fost primit în 1971 la St John's College, Cambridge, deși el optase pentru Cambridge pentru a se alătura clubului de comedie exclusivist Footlights, care era rampa de lansare pentru unii dintre cei mai renumiți comici englezi. Nu a fost primit acolo atât de repede pe cât ar fi dorit, așa că a început să scrie și să joace în teatre de revistă cu Will Adams (nicio legătură de rudenie) și Martin Smith, formând o trupă numită "Adams-Smith-Adams," dar, cu multă stăruință, a reușit să devină membru al clubului Footlights în 1973. Deși nu a făcut mare lucru - își amintește că a terminat trei eseuri în trei ani - a absolvit în 1974 cu o diplomă în literatura engleză.

## Cariera

### Scrisul
Unele dintre primele scrieri ale lui Adams au apărut în 1974 la televiziunea BBC2, în cadrul Footlights Revue. În West End, Londra, s-a jucat o versiune din Revue, ceea ce a dus la descoperirea lui Adams de către Graham Chapman de la Monty Python. Cei doi au dat naștere unui scurt parteneriat scriitoricesc, lui Adams atribuindu-se scenariul unui episod (episodul 45: "Party Political Broadcast on Behalf of the Liberal Party in 1982") din Monty Python pentru o scenetă intitulată "Patient Abuse"; este unul dintre singurii doi oameni din afara membrilor originali de la Python căruia i-a fost atribuit vreun scenariu (celălalt fiind Neil Innes). În scenetă, un bărbat înjunghiat de o asistentă ajunge în biroul doctorului cu stomacul sângerând. Doctorul îi cere să completeze o sumedenie de formulare inutile, înainte de a-i administra tratamentul. Adams a contribuit și la o scenetă a albumului Monty Python and the Holy Grail.
Douglas a avut două apariții scurte în a patra serie din Monty Python's Flying Circus. La începutul episodului 42, "The Light Entertainment War", Adams se află în spatele unei măști chirurgicale (pe post de Dr. Emile Koning, conform informațiilor de pe ecran), punându-și mănușile, în timp ce Michael Palin povestește o scenetă care aduce în discuție o persoană după alta, dar nu începe de fapt niciodată. La începutul episodului 44, "Mr. Neutron", Adams încarcă o rachetă într-o căruță condusă de Terry Jones, care adună deșeuri de metal ("Orice fier vechi..."). Cele două episoade au fost lansate în noiembrie 1974. Adams și Chapman au colaborat și la alte proiecte în afara celor de la Python, printre care Out of the Trees.
Printre primele lucrări radiofonice realizate de Adams se numără scenete pentru The Burkiss Way (1977) și The News Huddlines. Episodul din 20 februarie 1977 de la Doctor on the Go (o continuare la serialul TV de comedie Doctor in the House) a fost scris tot de el, împreună cu Graham Chapman.
Deoarece Adams avea dificultăți în a vinde glume și povestiri, și-a luat o serie de slujbe ciudate, cum ar fi cea de portar la un spital, constructor de grajduri și curățător de cotețe. A fost angajat ca gardă de corp de către o familie din Qatar, care își făcuse averea din petrol. Anecdotele despre această slujbă povestesc, printre altele, despre faptul că familia a comandat la un moment dat câte puțin din tot ce exista în meniul hotelului, a încercat toate vasele, apoi a trimis după hamburgeri. O altă poveste relatează despre o prostituată care fusese trimisă la etajul păzit de Adams. Imediat ce ea a intrat s-au recunoscut și, o oră mai târziu, când ea a plecat, se spune că ar fi afirmat: "Cel puțin poți citi în timp ce îți faci meseria."
În 1979, Adams și John Lloyd au scris scenarii pentru două episoade de o jumătate de oră din Doctor Snuggles: "The Remarkable Fidgety River" și "The Great Disappearing Mystery" (episoadele șapte și doisprezece). John Lloyd a fost co-autor și la două episoade din seria radiofonică originală de la "Hitchhiker" ("Fit the Fifth" și "Fit the Sixth", cunoscute și cs "Episiadele cinci și șase), precum și la The Meaning of Liff și The Deeper Meaning of Liff. Lloyd și Adams au mai colaborat și la un proiect pentru un film de comedie SF bazat pe The Guinness Book of World Records, care i-ar fi avut în distribuție pe John Cleese ca Secretar General al UN și ar fi prezentat o rasă de extratereștri care îi învingeau pe oameni în competițiile atletice, în timp ce oamenii obțineau recorduri la toate categoriile "absurde". Ultimul nu a trecut niciodată dincolo de stadiul de proiect.
După succesul primei serii radiofonice din The Hitchhiker's Guide, Adams a devenit producător la BBC radio, lucrând la Week Ending și la o pantomimă intitulată Black Cinderella Two Goes East. A părăsit această poziție după șase luni, pentru a deveni editor de scenariu la Doctor Who.

#### Ghidul autostopistului galactic
Ghidul autostopistului galactic a fost o idee pentru o comedie radiofonică science-fiction prezentată de Adams și producătorul radiofonic Simon Brett celor BBC Radio 4 în 1977. Adams a creat cadrul pentru un episod pilot, precum și pentru câteva alte episoade (retipărite în cartea lui Neil Gaiman Don't Panic: The Official Hitchhiker's Guide to the Galaxy Companion).
Conform spuselor lui Adams, ideea titlului Ghidul autostopistului galactic i-a venit pe când zăcea beat pe un câmp din Innsbruck, Austria, holbându-se la stele, deși glumea că BBC făcea referire la Spania "probabil pentru că e mai ușor de silabisit". În excursia prin Austria avea la el o carte intitulată Hitch-hiker's Guide to Europe, când a intrat într-un oraș în care, așa cum povestește el plin de umor, toți erau sau "surzi", sau "tâmpiți", sau vorbeau doar limbi pe care el nu le înțelegea. După ce s-a plimbat o vreme și a băut, s-a dus să se culce în mijlocul unui câmp și a fost inspirat de inabilitatea lui de a vorbi cu locuitorii orașului. Ulterior, Adams comenta că, deoarece a spus povestea aceasta de atât de multe ori, nu-și mai amintește exact momentul în care i-a venit ideea. În postfața biografiei lui Adams, Hitchhiker: A Biography of Douglas Adams, scrisă de M. J. Simpson, se relatează că povestea a fost de fapt o invenție și că lui Adams i-a venit ideea la ceva vreme după ce și-a încheiat călătoria prin Europa.
În ciuda poveștii originale, se pare că Adams a creat acțiunea pe măsură ce scria. I s-a adresat lui John Lloyd pentru ajutor la ultimele episoade din prima serie a Ghidului autostopistului galactic. Lloyd a contribuit cu secvențe dintr-o carte science fiction proprie nepublicată, intitulată GiGax. Foarte puțin din contribuția lui Lloyd se regăsește în adaptările ulterioare ale Ghidului, adică în roman și în ecranizare. Aceasta din urmă se bazează pe primele șase episoade din seria radiofonică, dar secțiunile la care a contribuit Lloyd au fost rescrise masiv.
BBC Radio 4 a difuzat săptămânal prima serie radiofonică, între martie și aprilie 1978. Datorită succesului acestei serii, s-a mai înregistrat un episod, cunoscut ca "Episodul de Crăciun". O a doua serie de cinci episoade a fost difuzată o dată pe noapte, în săptămâna 21-25 ianuarie 1980.
În timp ce lucra la seria radiofonică (și la alte proiecte simultane, cum ar fi The Pirate Planet), Adams s-a lovit de problema respectării termenelor limită, care s-a agravat pe măsură ce publicarea a continuat. Adams nu a fost niciodată un scriitor prolific și, de obicei, a fost nevoie să fie împins de la spate pentru a scrie. Așa se face că, pentru a termina La revedere și mulțumesc pentru pește a stat închis trei săptămâni într-o cameră de hotel, împreună cu editorul lui. Se zice că ar fi spus: "Îmi plac termenele limită. Îmi place vâjâitul pe care îl scot când trec pe lângă mine." În ciuda dificultății respectării termenelor limită, Adams a scris cinci romane pentru serie, publicate în 1979, 1980, 1982, 1984 și 1992.
Cărțile au stat la baza altor adaptări, cum ar fi o adaptare BD în trei părți a primelor trei romane, un joc pe calculator interactiv intitulat și o ediție cu ilustrații foto, publicată în 1994. Aceasta din urmă conține un 42 sub forma unui puzzle desenat de Adams, încorporat ulterior în coperta ediției paperback a primelor patru romane din seria Ghidului (ediția paperback a celui de-al cincilea a re-folosit ilustrația ediției hardback).
În 1980, Adams a început să fie interesat de ecranizarea primului roman al Ghidului, călătorind de câteva ori la Los Angeles și colaborând cu o serie de potențiali producători de la studiourile din Hollywood. Anul următor, 1981, seria radiofonică a devenit baza unei serii de televiziune a BBC "The Hitch Hikers Guide to the Galaxy" difuzată în șase părți. Până la moartea lui, în 2001, încercase din nou să dea viață ecranizării, împreună cu studiourile Disney, care cumpăraseră drepturile în 1998. Scenariul a fost realizat postum de către Karey Kirkpatrick, care a primit undă verde în 2003 și a realizat filmul lansat în 2005.
Producătorul radiofonic  Dirk Maggs a avut discuții cu Adams în 1993 și în 1997 pentru crearea unei a treia serii radiofonice, bazate pe al treilea roman al Ghidului. În mare, au discutat și despre posibilitatea adaptării ultimelor două romane ale "trilogiei" de cinci cărți. În ceea ce privește ecranizarea. aceasta a fost realizată după moartea lui Adams. A treia serie radiofonică a fost difuzată de BBC Radio 4 în septembrie 2004 și a fost lansată ulterior pe un CD audio. Cu ajutorul unei înregistrări în lectura lui a cărții Viața, Universul și tot restul, Douglas poate fi auzit interpretând partea lui Agrajag. La revedere și mulțumesc pentru pește și În mare parte inofensiv au constituit a patra și a cincia serie radiofonică, fiind lansate în mai și iunie 2005 și, ulterior, pe CD audio. Ultimul episod al ultimei serii (cu un final diferit) se termină cu "Ultimul episod al Ghidului autostopistului galactic de Douglas Adams este dedicat cu afecțiune autorului".
De curând, producătorii  de la Smoov Filmz au adaptat într-un film intitulat "Cookies" anecdota pe care Arthur Dent o spune despre biscuiți în La revedere și mulțumesc pentru pește. Într-un discurs ținut în 2001, Adams a povestit incidentul real care a inspirat anecdota, lucru tipărit în culegerea postumă The Salmon of Doubt. De asemenea, a istorisit evenimentul pe 19 iulie 1981 în cadrul programului radiofonic It Makes Me Laugh.

#### SeriaDirk Gently
Între prima călătorie făcută de Adams în Madagascar în 1985 alături de Mark Carwardine și seria de călătorii care a stat la baza serialului radiofonic și a cărții de non-ficțiune Last Chance to See, Adams a scris două romane care conțin personaje noi. Dirk Gently. Agenția de investigații holistice a apărut în 1987 și a fost descrisă de autor ca "un fel de gotic-horror-polițist-călătorie în timp-dragoste-comedie-epopee, focalizat pe noroi, muzică și mecanică cuantică". Cartea a primit multe recenzii excesiv de favorabile în ziarele americane. Adams a luat unele idei din scenariile Doctor Who la care a lucrat: City of Death și Shada.
Un an mai târziu a fost publicată continuarea romanului, The Long Dark Tea-Time of the Soul, prima operă originală a lui Adams după La revedere și mulțumesc pentru pește. Criticile nu au fost la fel de generoase ca și cele de la primul volum. După turneul obligatoriu de promovare, Douglas Adams a plecat într-o excursie în jurul lumii care i-a furnizat materialul pentru Last Chance to See.

#### Doctor Who
Adams a trimis scenariul episodului radiofonic pilot al Ghidului autostopistului galactic producătorilor de la Doctor Who în 1978 și a fost angajat să scrie The Pirate Planet (vezi mai jos). El a mai avut o tentativă anterioară de a trimite un scenariu pentru un potențial film, intitulat Doctor Who and the Krikkitmen, care a devenit ulterior romanul Viața universul și tot restul (care, la rândul său, a devenit a treia serie radiofonică a Ghidului). Adams a fost ales ca editor de scenarii al spectacolului pentru sezonul al șaptesprezecelea, în 1979. Laolaltă, a scris trei seriale Doctor Who, în care Tom Baker îl interpretează pe doctor:
- The Pirate Planet (al doilea serial din "Key To Time", sezonul al șaisprezecelea, 1978-79)
- City of Death (cu producătorul Graham Williams, pornind de la un scenariu original scris de David Fisher. A apărut sub pesudonimul "David Agnew")
- Shada (filmat parțial și ne-lansat, din cauza unor probleme)

Episoadele lui Adams sunt printre puținele care nu au fost transpuse în roman, deoarece Adams nu a permis nimănui să le scrie și a cerut un preț mai mare decât erau dispuși să plătească editorii.
Adams a permis ca unele glume din  Ghidul autostopistului galactic să apară în scenariile scrise de el pentru Doctor Who, precum și în cele la care a fost editor scenarist. Alți scriitori au inserat și ei referințe la "Ghid". În contrapartidă, într-un roman al "Ghidului" a apărut cel puțin o referință la Doctor Who. În Viața, universul și tot restul, două personaje călătoresc în timp și ajung pe terenul de la Lord's Cricket Ground. Reacția comentatorilor radiofonici la apariția lor subită este foarte asemănătoare celei a comentatorilor dintr-o scenă a episodului opt al poveștii din 1965-66, The Daleks' Master Plan, în care Doctorul se materializează pe terenul de la Lord's.
Elemente din Shada și City of Death au fost refolosite în următorul roman al lui Adams, Dirk Gently. Agenția de investigații holistice, în special personajul Profesorului Chronotis, iar Dirk Gently a jucat un rol foarte asemănător Doctorului (deși diferă ca personaj). Big Finish Productions a adaptat Shada ca piesă audio, cu Paul McGann în rolul Doctorului. Însoțit de ilustrații animate, piesa a fost lansată pe site-ul bbc.co.uk în 2003 și, ulterior, pe un dublu CD în același an. O ediție omnibus a acestei versiuni a fost lansată la stația radiofonică digitală BBC7 pe 10 decembrie 2005.
Se spune că Adams i-ar fi făcut cunoștință biologistul evoluționist Richard Dawkins (fan și, ulterior, prieten al lui Adams) cu cea care îi va deveni acestuia soție, Lalla Ward, interpreta Romanei din Doctor Who. Dawkins a confirmat ulterior acest eveniment.
În timpul școlii, Adams a scris o piesă în care a și jucat, intitulată Doctor Which.

### Muzica
Adams cânta la chitară cu mâna stângă și, la momentul morții, avea o colecție de douăzeci și patru de chitare pentru mâna stângă (prima a primit-o în 1964). În anii '60 a luat și lecții de pian cu același profesor ca și Paul Wickens, pianistul formației lui Paul McCartney (și a compus muzica pentru ediția 2004–2005 a seriei radiofonice a Ghidului autostopistului). Muzica formațiilor The Beatles, Pink Floyd și Procol Harum a avut o importanță semnificativă asupra operei lui Adams.

#### Pink Floyd
Adams a inserat o referire directă la Pink Floyd în versiunea radiofonică originală a Ghidului autostopistului galactic, în care povestește cum personajele principale inspectează peisajul unei planete extraterestre în timp ce Marvin, colegul lor android, fredonează melodia "Shine on You Crazy Diamond". Partea aceasta a fost scoasă din versiunea pe CD. În cartea sa de non-ficțiune despre speciile pe cale de dispariție, Last Chance to See, Adams a comparat diversele sunete scoase de papagalul kakapo cu "înregistrările din studio ale formației Pink Floyd".
Biografia oficială a lui Adams își împarte numele cu melodia "Wish You Were Here" de Pink Floyd. Adams a fost prieten cu chitaristul formației, David Gilmour, și, cu ocazia celei de-a 42-a aniversări a lui Adams (numărul 42 având semnificația specială a răspunsului la întrebarea esențială din Viața, universul și tot restul și vârsta pe care o avea la nașterea fiicei lui, Polly), a fost invitat să apară în concertul susținut de Pink Floyd pe 28 octombrie 1994 la Earls Court din London, cântând la chitară în "Brain Damage" și "Eclipse". Nu există o înregistrare video a acestui eveniment, ci doar una audio. Adams a ales numele albumului din 1994 al formației Pink Floyd, The Division Bell, din cuvintele versurilor uneia dintre melodii, "High Hopes". Numele lui apare în caseta tehnică a albumului. Gilmour a cântat la serviciul funerar care a urmat morții lui Adams din 2001.
Pink Floyd și spectacolele lor risipitoare i-au inspirat lui Adams crearea formației rock fictive "Disaster Area", descrisă în Ghidul autostopistului ca "nu doar cea mai zgomotoasă trupă rock din galaxie, ci sunetul cel mai zgomotos de orice fel." Unul dintre elementele concertului trupei Disaster Area era de a trimite nave spațiale în soare, eveniment inspirat probabil de avionul care se prăbușea pe scenă la unele concerte Pink Floyd, în general la sfârșitul melodiei "On the Run". Se poate ca ideea să fi fost influențată și de melodia din 1968 a formației Pink Floyd "Set the Controls for the Heart of the Sun".

#### Procol Harum
Douglas Adams a fost prieten cu Gary Brooker, solistul, pianistul și compozitorul formației de rock progresiv Procol Harum. Se știe că Adams l-a invitat pe Brooker la una dintre numeroasele petreceri pe care le ținea la el acasă. Cu această ocazie, Gary Brooker a interpretat versiunea completă (4 versuri) a hitului "A Whiter Shade of Pale". Brooker a cântat și la serviciul memorial de la moartea lui Adams.
La Redhill, când compozitorul formației Keith Reid nu a fost disponibil, Adams a apărut pe scenă alături de Brooker, interpretând "In Held Twas in I". În anumite situații, el a realizat introducerea la unele dintre concertele grupului Procol Harum.
Adams a afirmat că asculta muzică în timp ce scria, iar acest lucru i-a influențat opera. Într-una dintre aceste ocazii, se auzea melodia care dă titlul albumului grupului Procol Harum Grand Hotel când...
„Dintr-o dată, în mijlocul melodiei se aude acel moment culminant orchestral, venind parcă de nicăieri și care nu pare să fie despre ceva anume. M-am tot întrebat ce lucru important se petrece în fundal? Și, în cele din urmă, m-am gândit - ...sună ca și cum ar fi un spectacol pe podea. Ceva măreț, extraordinar, ca, ei bine, ca sfârșitul universului. Așa a apărut ideea pentru "Restaurantul de la capătul universului".”—Douglas Adams, Procol Harum at The Barbican

#### Alte legături muzicale
În cărțile sale, Adams a făcut serie de referiri la muzica și muzicienii care i-au influențat opera. În prima carte din Ghidului autostopistului, șoarecele care nu reușește să găsească Întrebarea Finală despre Viață, univers și tot restul, propune una inventată de el: "How many roads must a man walk down?" (Câte drumuri trebuie să bată un om?). Acesta este un vers din cântecul lui Bob Dylan "Blowin' in the Wind". În același roman, înaintea acestei scene, computerul de la bordul navei Heart of Gold, incapabil să oprească sau să prevină distrugerea iminentă a navei, fredonează în fundal "You'll Never Walk Alone".  Această melodie a lui Rodgers and Hammerstein din musicalul Carousel a fost un hit rock la începutul anilor '60 în Marea Britanie. A fost adoptată de fanii fotbalului, în special de către suporterii formației Liverpool F.C., una dintre înregistrările lor ajungând pe albumul Meddle al grupului Pink Floyd, intercalat în piesa "Fearless". Numele navei, Heart of Gold vine de la cântecul omonim al lui Neil Young.
Al doilea roman al seriei, Restaurantul de la capătul universului, este dedicat coloanei sonore scrise în 1980 de Paul Simon, One-Trick Pony. Adams susține că a rulat-o "neîncetat" pe durata scrierii cărții. Într-una din scenele celei de-a patra cărți, La revedere și mulțumesc pentru pește, Arthur Dent ascultă un LP al trupei Dire Straits, iar Adams îl omagiază pe chitaristul ei, Mark Knopfler. Ulterior, Adams a desconspirat că melodia la care se referă în carte - deși nu i se menționează numele - este "Tunnel of Love" de pe albumul Making Movies. Elvis cântă și el la un dineu ținut de Ford Prefect și Arthur Dent.
În afară de muzica rock, Douglas Adams a admirat opera lui Johann Sebastian Bach, care a furnizat o acțiune minoră în Dirk Gently's Holistic Detective Agency. Adams a fost bun prieten și cu Michael Nesmith de la The Monkees. La începutul anilor '90, una dintre tentativele eșuate de a ecraniza Ghidul autostopistului galactic l-ar fi avut ca producător pe Nesmith.
Adams a fost și fan al formației The Beatles. În Viața, universul și tot restul, el a făcut o referire la Paul McCartney și a citat versuri și titluri de melodii ale trupei în În mare parte inofensiv și Dirk Gently's Holistic Detective Agency, în ultima întâlnindu-se următorul schimb de replici:
"Da, este (Yes It Is), spuse profesorul. Așteaptă (Wait) - lasă lucrurile așa (Let It Be). Nu va ține mult (It Won't Be Long)."
Richard se holbă, neîncrezător. "Spui că este un cal în baia ta și tot ce poți face este să stai acolo, înșirând melodii Beatles?"
"Păi, fereastra băii este deschisă. O așteptam să intre pe acolo (She Came In Through the Bathroom Window)."
"O faci intenționat, nu-i așa?"
Adams repetă acest lucru și în The Salmon of Doubt. O conversație care are loc în capitolul 3 între Kate și Dirk cuprinde următorul schimb de replici:
"So?"
"I looked around and I noticed there wasn't a chair."
(Și? / M-am uitat în jur și am observat că nu era niciun scaun.)
Luate împreună, cele două replici formează un citat din melodia "Norwegian Wood (This Bird Has Flown)" de pe albumul Rubber Soul.

### Jocuri pe calculator și proiecte
Împreună cu Steve Meretzky de la Infocom, Douglas Adams a creat în 1984 un joc pe calculator interactiv după "Ghidul autostopistului galactic". În 1986 a participat timp de o săptămână la o sesiune de discuții alături de echipa de la Lucasfilm Games în legătură cu jocul Labyrinth. Ulterior, a fost implicat și în crearea jocului Bureaucracy (tot de către Infocom, dar fără legătură cu vreo carte; Adams l-a scris parodiind evenimente din viața lui). Adams a fost responsabil și pentru jocul Starship Titanic, lansat în 1998 de Simon and Schuster. Terry Jones a scris o carte escortă, intitulată Douglas Adams’s Starship Titanic, deoarece Adams era prea ocupat cu jocul pentru a le face pe ambele. În aprilie 1999, Adams a inițiat proiectul de scriere în colborare h2g2, o tentativă experimentală de a transforma Ghidul autostopistului galactic în realitate folosind schimbul de idei facilitat de comunitatea internetului.
În 1990, Adams a scris și a prezentat documentarul de televiziune Hyperland, care cuprindea interviuri cu Ted Nelson și îl avea pe Tom Baker pe post de "agent software" (similar "Asistenților" folosiți în unele versiuni de Microsoft Office), vorbind în principal despre folosirea hipertextului. Deși Adams nu a inventat hipertextul, a fost unul dintre primii săi utilizatori și susținători. Aceasta se întâmpla în același an în care Tim Berners-Lee folosea ideea hipertextului în HTML.

## Credințe personale și activism

### Ateismul și viziunea asupra religiei
Adams se descria ca un "ateu radical," adugând "radical" pentru accentuare, astfel încât să nu fie întrebat dacă nu voia să zică agnostic. El a declarat că asta făcea lucrurile mai ușoare, dar, mai ales, transmitea mesajul că exact asta vrea să spună. "Sunt convins că nu există niciun zeu", spunea el. În ciuda acestui lucru, a rămas fascinat de religie, datorită efectului pe care îl are asupra problemelor oamenilor. "Îmi place să mă leg de ea. M-am gândit la ea atât de mult în ultimii ani, încât fascinația asta se revarsă în scrierea mea".
Biologul evoluționist și ateul Richard Dawkins se folosește de Adams în The God Delusion pentru a exemplifica argumente în favoarea necredinței; Dawkins afirmă în glumă că Adams este "singura [mea] convertire" la ateism. Cartea este dedicată lui Adams, citându-l: "Nu e suficient să te uiți la frumusețea unei grădini, fără să fi nevoit să crezi că sunt zâne în spatele ei?"

### Activism ecologic
Adams a fost și activist ecologic, susținând protejarea a numeorase specii aflate pe cale de dispariție. Această activitate a inclus producerea seriei radiofonce de non-ficțiune Last Chance to See, în care el și naturalistul Mark Carwardine au vizitat specii rare cum ar fi papagalul Kakapo și delfinul chinezesc Baiji, precum și publicarea unei cărți cu același titlu. În 1992, s-a realizat un CD care combină cartea audio cu o carte electronică și un slide-show.
Adams și Mark Carwardine au contribut cu pasajul 'Meeting a Gorilla' din Last Chance to See pentru cartea The Great Ape Project. Cartea, editată de Paola Cavalieri și Peter Singer a lansat în 1993 un proiect la scară largă care cerea extinderea egalității morale pentru a include toate maimuțele mari, umane și non-umane.
În 1994 a participat la o escaladare a masivului Kilimanjaro purtând un costum de rinocer pentru programul de caritate britanic Save the Rhino. Multe persoane au participat la escaladare, purtând costumul de rinocer pe rând; Adams l-a purtat în timp ce mergea spre masiv, înainte de a începe cățărarea propriu zisă. Acest eveniment a adunat circa 100.000£, care au fost donați școlilor din Kenya și programului de protecție a rinocerului negru din Tanzania. Adams a spijinit și programul Dian Fossey Gorilla Fund. Din 2003, Save the Rhino a ținut un eveniment literar anual în memoria lui Douglas Adams, în apropierea datei nașterii lui, pentru a aduna banii necesari campaniilor ecologiste. LEcturile seriei sunt:
- 2003 Richard Dawkins – Queerer than we can suppose: the strangeness of science
- 2004 Robert Swan – Mission Antarctica
- 2005 Mark Carwardine – Last Chance to See... Just a bit more
- 2006 Robert Winston – Is the Human an Endangered Species?
- 2007 Richard Leakey – Wildlife Management in East Africa – Is there a future?
- 2008 Steven Pinker – The Stuff of Thought, Language as a Window into Human Nature
- 2009 Benedict Allen – Unbreakable
- 2010 Marcus du Sautoy – 42: the answer to life, the universe and prime numbers

### Tehnologia
Adams a fost un adevărat fan al tehnologiei. Deși și-a cumpărat primul procesor de texte abia în 1982, intenția de a face acest lucru data din 1979. Se zice că ar fi declarat că, până în 1982, a avut dificultăți cu "impenetrabila barieră a jargonului. Cuvintele zburau încolo și încoace fără a avea un înțeles anume". Prima lui achiziție, în 1982, a fost un 'Nexus'. În 1983, când a mers cu Jane în Los Angeles, a cumpărat un DEC Rainbow. La întoarcerea în Anglia, Adams a cumpărat un Apricot, apoi un BBC Micro și un Tandy 1000. În Last Chance to See Adams menționează că are un Cambridge Z88, pe care l-a luat cu el în Zair într-o misiune de a găsi rinocerul alb nordic.
Opera lui Adams publicată postum, The Salmon of Doubt, cuprinde o serie de articole scrise de el despre tehnologie, incluzând unele dintre cele publicate inițial în revista MacUser și în ziarul The Independent on Sunday. În ele, Adams susține că unul dintre primele computere văzute de el a fost un Commodore PET și că dragostea lui pentru Apple Macintosh a început după ce a văzut unul la sediul Infocom din Massachusetts în 1983 (foarte probabil că era un Apple Lisa).
Adams a fost utilizator Macintosh de la prima apariție pe piață a acestuia, în 1984 și până la moartea lui. A fost prima persoană din Marea Britanie care a cumpărat un Mac (a doua fiind Stephen Fry – deși unele surse susțin că Fry a fost primul). Adams a fost și un "Apple Master", unul dintre oamenii celebrii care au făcut reclamă pentru Apple (printre Apple Masters se numără și John Cleese și Gregory Hines). Contribuțiile lui Adams cuprind un video rock creat de el folosind prima versiune de iMovie, în care apare fiica lui, Polly. Clipul poate fi urmărit pe pagina .Mac a lui Adams. Adams a instalat și utilizat prima versiune de Mac OS X în săptămânile premergătoare morții sale. Ultima sa postare în propriul forum a fost o laudă la adresa Mac OS X și a posibilităților modulului său de programare Cocoa. Adams poate fi văzut și în seria TV omagială Omnibus.
Adams a fost un utilizator fervent al e-mail-ului de la nașterea acestei tehnologii, folosind primele versiuni de e-mail pentru a coresponda cu Steve Meretzky în timpul colaborării lor la pentru Infocom la jocul Ghidul autostopistului galactic. În timpul șederii în New Mexico din 1993, și-a creat o nouă adresă de e-mail și a început să posteze propriul grup USENET, alt.fan.douglas-adams și, ocazional, comp.sys.mac hierarchy. Multe dintre postările lui sunt arhivate pe Google. Discuțiile pe tema autenticității mesajelor sale l-au condus ulterior pe Adams la crearea unui forum pe propriul site web, pentru a evita disputa.
Adams a ținut o conferință în aprilie 2001 la Embedded Systems Conference din San Francisco, una dintre conferințele importante legate de tehnologia sistemelor înglobate. În discursul său, el și-a împărtășit viziunea despre cum ar trebui să contribuie această tehnologie la viața de zi cu zi a oamenilor.

## Viața personală
La începutul anilor '80, Adams a avut o aventură cu romanciera Sally Emerson, care se despărțise de soțul ei în acea perioadă. Adams i-a dedicat ulterior cartea Viața, universul și tot restul. În 1981 Emerson a revenit la soțul ei, Peter Stothard, contemporan cu Adams la Brentwood School și, ulterior, editor la The Times. Curând, prietenii i-au făcut cunoștință lui Adams cu Jane Belson, de care acesta s-a îndrăgostit. Belson este "doamna avocat" menționată pe supracoperta cărților publicate la jumătatea anilor '80 ("El [Adams] locuiește în Islington cu o doamnă avocat și un Apple Macintosh"). Cei doi au stat împreună în Los Angeles în 1983, în vreme ce Adams realiza unul dintre primele scenarii ale Ghidului. Când afacerea a căzut, cei doi s-au mutat la Londra și, după câteva despărțiri ("La ora actuală nu e sigur unde trăiește și cu cine") și o logodnă anulată, s-au căsătorit pe 25 noiembrie 1991. Adams și Belson au avut o fată, Polly Jane Rocket Adams, născută pe 22 iunie 1994, la scurtă vreme după ce Adams a împlinit 42 de ani. În 1999, familia s-a mutat din Londra în Santa Barbara, California, unde a locuit până la moartea lui Adams. După funeralii, Jane Belson și Polly Adams s-au întors la Londra.

## Moartea
Adams a murit la 49 de ani, pe data de 11 mai 2001, în urma unui atac de cord suferit în timpul perioadei de odihnă de la sala de gimnastică din Montecito, California. Fără să știe, arterele sale coronariene s-au îngustat în timp, ceea ce a dus la un infarct miocardic și la aritmie cardiacă. Pe 13 mai, Adams trebuia să țină discursul de deschidere de la Harvey Mudd College. Înmormântarea a avut loc pe 16 mai în Santa Barbara, California, iar la ea au participat câțiva prieteni și oameni cu care a lucrat. Rămășițele sale au fost incinerate, iar cenușa a fost depusă în cimitirul Highgate din nordul Londrei, în iunie 2002.
Pe 17 septembrie 2001 a fost ținut un serviciul memorial la biserica St. Martin-in-the-Fields Church din Trafalgar Square, Londra. A fost primul serviciu de acest fel transmis în direct pe web de BBC. Videoclipurile sunt încă disponibile pentru descărcare pe site-ul BBC.
Una dintre ultimele sale apariții publice a fost un discurs ținut la Universitatea California, Santa Barbara, Parrots, the universe and everything, înregistrat cu câteva zile înaintea morții, a cărui transcriere este de asemenea disponibilă.
În mai 2002 a fost publicată cartea The Salmon of Doubt, care conține multe povestiri, eseuri și scrisori, ca și eulogii scrise de Richard Dawkins, Stephen Fry (în ediția britanică), Christopher Cerf (în ediția americană) și Terry Jones (în ediția paperback americană). Ea cuprinde și câteva capitole ale mult-așteptatului roman neterminat The Salmon of Doubt, care se voia inițial un nou roman Dirk Gently, dar era posibil să devină a șasea carte din Ghid.
După moartea lui Adams au fost realizate: o producție web după Shada, cuprinzând întreaga poveste, dramatizarea radiofonică a ultimelor trei cărți ale "Ghidului" și finalizarea ecranizării "Ghidului". Filmul, lansat în 2005 și care îl creditează postum ca producător pe Adams și câteva elemente de design - cum ar fi planeta în formă de cap care apare către finalul filmului - incorporează idei de-ale lui Adams.
Un serial radiofonic de 12 episoade bazat pe romanele Dirk Gently a fost anunțat în 2007, fiind difuzat din octombrie același an.
BBC Radio 4 a contractat o a treia serie radiofonică Dirk Gently bazată pe capitolele incomplete din The Salmon of Doubt, scrisă de Kim Fuller; acest proiect a fost lăsat deoparte în favoarea unui potențial serial TV BBC bazat pe cele două romane complete. O a șasea carte din seria Ghidului, And Another Thing..., scrisă de autorul seriei Artemis Fowl, Eoin Colfer, a fost lansată pe 12 octombrie 2009 (la a 30-a aniversare a primei cărți), fiind publicată cu întreg sprijinul executorilor lui Adams. Ea a fost urmată de o adaptare radiofonică BBC și de o carte audio.

## Opera
- Monty Python's Flying Circus episodul 45, Party Political Broadcast on Behalf of the Liberal Party (1972)
- The Private Life of Genghis Khan (1975)
- The Pirate Planet, serial din Doctor Who lansat în 1978
- City of Death, serial din Doctor Who, scris împreună cu Graham Williams, bazat pe o povestire de David Fisher, lansat în octombrie 1979
- Shada (1979–1980) - serial din Doctor Who
- The Meaning of Liff (1983) - cu John Lloyd
- Young Zaphod Plays It Safe (1986) - povestire
- A Christmas Fairly Story (1986) - cu Terry Jones și
- Supplement to The Meaning of Liff (1986) - cu John Lloyd și Stephen Fry, ambele făcând parte din
  - The Utterly Utterly Merry Comic Relief Christmas Book (1986) - editată cu Peter Fincham
- Bureaucracy (1987) - joc pe calculator
- Dirk Gently's Holistic Detective Agency (1987)

ro. Dirk Gently. Agenția de investigații holistice (Traducere Dan Sociu) - Editura Nemira, Colecția Armada, 2018
- The Long Dark Tea-Time of the Soul (1988)
- Hyperland (1990) - documentar de televiziune
- The Deeper Meaning of Liff (1990) - cu John Lloyd
- Last Chance to See (1990) - cu Mark Carwardine
- Douglas Adams's Starship Titanic (1997) - scrisă de Terry Jones (care afirmă că a scris totul fiind gol-goluț), bazat pe o idee a lui Adams
- Starship Titanic (1998) - joc pe calculator
- h2g2 (1999) - proiect pe internet
- The Internet: The Last Battleground of the 20th century (2000) - serial radiofonic
- Parrots, the universe and everything (2001)
- The Salmon of Doubt (2002) - manuscrisul unui roman neterminat (11 capitole), povestiri, eseuri și interviuri (disponibile și în format audio, în lectura actorului Simon Jones)

### Ghidul autostopistului galactic
ro. Ghidul autostopistului galactic (Traducere Eugen Dumitrescu) - Editura Nemira 2005
- The Hitchhiker's Guide to the Galaxy (1979) - roman (ro. Ghidul autostopistului galactic)[75]
- The Restaurant at the End of the Universe (1980) - roman (ro. Restaurantul de la Capătul Universului)
- Life, the Universe and Everything (1982) - roman (ro. Viața, universul și tot restul)
- So Long, and Thanks For All the Fish (1984) - roman (ro. La revedere și mulțumesc pentru pește)
- The Hitchhiker's Guide to the Galaxy (1984) - joc pe calculator (cu Steve Meretzky)
- The Hitchhiker's Guide to the Galaxy: The Original Radio Scripts (1985) - scenariul radiofonic original (cu Geoffrey Perkins)
- Mostly Harmless (1992) - roman (ro. În mare parte inofensiv)
- The Illustrated Hitchhiker's Guide to the Galaxy (1994)
- The Hitchhiker's Guide to the Future (2001) - serial radiofonic, ultimul proiect pentru BBC Radio 4, înaintea morții sale
- The Hitchhiker's Guide to the Galaxy (2005) - film